# Santa Cilia
Santa Cilia è un comune spagnolo di 191 abitanti situato nella comunità autonoma dell'Aragona.

Fa parte della comarca della Jacetania.
È posta lungo il celebre Camino de Santiago e si è dotata, fin da epoca franchista, di un importante aerodromo.